# 흰배다이커
흰배다이커 (Cephalophus leucogaster)는 중앙아프리카에서 발견되는 다이커의 일종으로 우제목/경우제목 소과에 속한다. 이 종의 생태에 대해서는 알려져 있는 것이 많지 않다. 영양 중에서 비교적 작은 종으로 원래 사하라 이남 아프리카에 서식했고, 지금도 그곳에서 산다. 흰배다이커는 카메룬과 중앙아프리카공화국, 콩고공화국, 콩고민주공화국, 적도 기니, 가봉에 분포하며 우간다에서는 멸종된 것으로 추정하고 있다.